# Ernst Wolf (Politiker, 1907)
Ernst Wolf (* 1. Juni 1907 in Berlin-Charlottenburg; † 2. März 1989 ebenda) war ein Staatssekretär in der DDR. Darüber hinaus war er zeitweise stellvertretender Oberbürgermeister von Ost-Berlin und Mitglied des ZK der SED.

## Leben
Ernst Wolf wurde 1907 in einer Berliner Arbeiterfamilie geboren. Wolfs Vater war SPD-Mitglied. Nach dem Besuch der Volksschule und der Städtischen Gewerbeschule zwischen 1914 und 1921 absolvierte er bis 1926 in der Telefonapparate-Fabrik Berlin eine Lehre zum Werkzeugmacher und besuchte gleichzeitig für acht Semester die Ingenieurschule Beuth. In dieser Zeit wurde er auch Mitglied im Deutschen Metallarbeiter-Verband. Nach dem Studium arbeitete Wolf bis 1931 als Werkzeugmacher in verschiedenen Berliner Betrieben, darunter als Werkmeister bei der Reißverschluß GmbH Berlin. 1929, im Jahr der großen Wirtschaftskrise, trat Wolf in die KPD ein. 1931 wurde er von seinem Arbeitgeber entlassen. Während der Zeit der Arbeitslosigkeit, die für Wolf bis 1933 andauerte, absolvierte er im Winterhalbjahr 1931/32 einen Lehrgang an der Marxistischen Arbeiterschule (MASCH) in Berlin. 1933 fand Wolf wieder eine Anstellung, er arbeitete bis 1941 als Werkzeugmacher und Betriebsingenieur bei der Firma Krone & Co. Berlin, die elektronische Geräte herstellte. Anschließend arbeitete er bis Kriegsende im Presswerk der Firma Krone als Betriebsleiter. Während seiner Zeit bei Krone war Wolf von 1936 bis 1943 in der illegalen politischen Tätigkeit in Berlin tätig, näheres ist aber dazu bisher nicht bekannt.
Nach dem Kriegsende 1945 fand Wolf eine Anstellung in der Deutschen Zentralverwaltung für Industrie, zunächst als Referent, später als Abteilungsleiter. Als KPD-Mitglied wurde er nach dem Vereinigungsparteitag im April 1946 SED-Mitglied. 1948 wechselte er in die Deutsche Wirtschaftskommission, wo er bis 1949 als Hauptabteilungsleiter und stellvertretender Leiter der Hauptverwaltung Maschinenbau und Elektroindustrie tätig war. In der nachfolgenden Provisorischen Regierung der DDR ging die Hauptverwaltung zunächst im Ministerium für Industrie unter Minister Fritz Selbmann auf.
Nach der Konstituierung des ersten Ministerrates der DDR im November 1950 wurden ein Ministerium für Schwerindustrie unter Fritz Selbmann und ein Ministerium für Maschinenbau unter Gerhart Ziller eingerichtet, in welchem Wolf  zeitweise im Range eines Staatssekretärs die Hauptverwaltung Schwermaschinenbau leitete. Nach einem  Lehrgang an der Deutschen Verwaltungsakademie "Walter Ulbricht", zu dem Wolf im Frühjahr 1951 delegiert wurde, kehrte er Ende 1952 in das Ministerium für Maschinenbau zurück. Dieses wurde Ende 1952 in drei Ministerien aufgeteilt, wo Wolf unter Minister Generalmajor Bernd Weinberger als Staatssekretär im sogenannten Ministerium für Transportmittel- und Landmaschinenbau tätig wurde. Schon am Rang seines Vorgesetzten war zu sehen, dass dieses Ministerium eigentlich mit dem Aufbau der Kasernierten Volkspolizei zu tun hatte.
Während sich die entsprechende Abteilung des Innenministeriums unter Generalleutnant Heinz Hoffmann um die personelle Sicherstellung zum Aufbau der KVP kümmerte, war das Ministerium unter Weinberger für die materielle Sicherstellung zuständig. Nachdem Weinberger aber bereits im Juli 1953 auch unter dem Eindruck des 17. Juni und einer generell geänderten Linie der Staatsführung beim Aufbau der KVP wieder abberufen wurde, wurde auch Wolf im August 1953 aus dem Ministerium abberufen, welches offiziell im November 1953 wieder aufgelöst wurde.
Kurzfristig übernahm er nun zunächst bis August 1954 den Posten des Wirtschaftssekretärs in der SED-Bezirksleitung Berlin. Anschließend delegierte ihn die SED zu einem einjährigen Studium an die Parteihochschule des ZK der KPdSU nach Moskau. Anschließend wechselte Wolf quasi wieder in seine alte Stellung, nunmehr offiziell  und unter neuem Namen. Mit Wirkung vom 1. September 1955 wurde zunächst im Innenministerium das Amt für Technik gebildet, welches ab dem 1. März 1956 dem Anfang 1956 neu aufgestellten Ministerium für Nationale Verteidigung unter Verteidigungsminister Willi Stoph unterstellt wurde. Wolf übernahm im Range eines Staatssekretärs die Leitung des Amtes für Technik. Das Amt war für die Leitung der militärischen Produktion in der DDR verantwortlich. Darüber hinaus wurde ihm auch die Leitung der Forschung für militärische Zwecke als auch die aufkommende kernphysikalische und Luftfahrtforschung in der DDR übertragen. Wolf war damit zeitweise eine der zentralen Figuren bei der militärischen Aufrüstung der neu geschaffenen NVA und beim Aufbau der DDR-Luftfahrtindustrie.

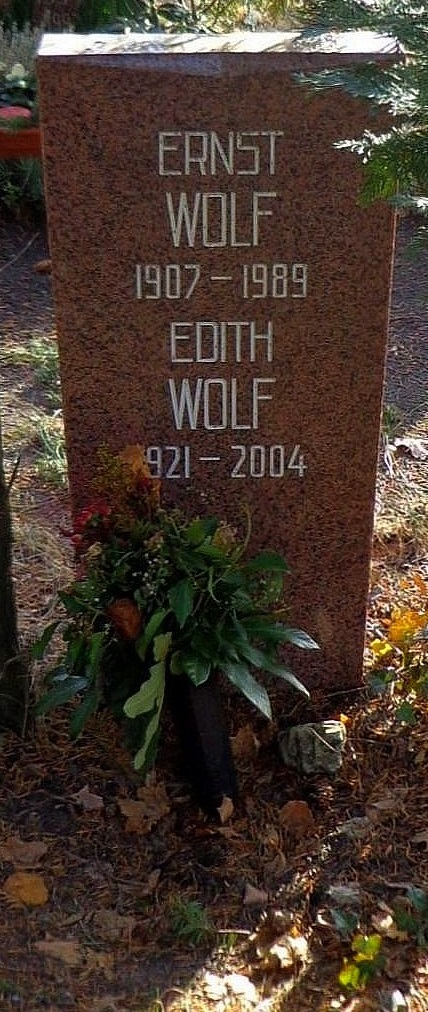
Grabstätte

Des Weiteren fiel die Integrierung zurückgekehrter deutscher Spezialisten aus der Sowjetunion, die im Rahmen der Aktion Ossawakim 1946 dorthin verbracht worden waren, in seine Zuständigkeit. Mit Ministerratsbeschluss vom 13. Februar 1958 wurde das Amt für Technik im März des Jahres aufgelöst und die VVB UNIMAK gegründet. Wolf wurde daraufhin von seiner Tätigkeit im Ministerium für Nationale Verteidigung entbunden. In der Folge wechselte er in den Berliner Magistrat, der mit Wirkung vom 1. April 1958 einen Wirtschaftsrat gebildet hatte, dessen Vorsitzender Wolf wurde. Damit verbunden war die Stellung eines Stellvertreters des Berliner Oberbürgermeisters.
Parteiintern würdigte die SED Wolfs Funktion dergestalt, dass das er auf dem V. Parteitag im Juli 1958 direkt als Mitglied des ZK der SED gewählt wurde.  Nach den Wahlen zur Berliner Stadtverordnetenversammlung im November 1958 wurde Wolf auf der ersten Sitzung des Magistrats in seinem Amt bestätigt. Nunmehr war er sogar Ständiger Vertreter des Oberbürgermeisters. Nach einer Legislatur wechselte Wolf im September 1963 in den Volkswirtschaftsrat der DDR, wo er vorübergehend den Sektor Allgemeiner Maschinenbau übernahm. Bereits im Dezember des gleichen Jahres übernahm er im Range eines Staatssekretärs den Posten des Stellvertreters des Leiters der Staatlichen Verwaltung der Staatsreserve der DDR. Während Wolf parteipolitisch 1967 nicht wieder als ZK-Mitglied bestätigt wurde, blieb er als Staatssekretär noch bis 1973 tätig.
Danach wurde er aus Altersgründen von dieser Funktion entbunden. Nach langer schwerer Krankheit verstarb er im Alter von 81 Jahren. Seine Urne wurde auf dem Zentralfriedhof Berlin-Friedrichsfelde in der Grabanlage Pergolenweg beigesetzt.

## Ehrungen
- 1967 Vaterländischer Verdienstorden in Silber[3] und 1977 in Gold[4]
- 1972 Orden Banner der Arbeit[5]
- 1987 Ehrenspange zum Vaterländischen Verdienstorden in Gold[6]